# Tekmovanje iz znanja kemije za Preglova priznanja in plakete
Tekmovanje iz znanja kemije za Preglova priznanja in plakete je tekmovanje iz znanja kemije, ki ga vsako leto organizira Zveza za tehnično kulturo Slovenije. Za Preglova priznanja se lahko potegujejo učenci 8. in 9. razreda osnovne šole, za plakete pa dijaki srednjih šol. Tekmovanje poteka pod vodstvom Komisije ZOTKS za kemijo. Člani komisije so:
- prof. dr. Saša Aleksij Glažar, predsednik (Pedagoška fakulteta v Ljubljani),
- prof. dr. Margareta Vrtačnik (Slovensko kemijsko društvo),
- prof. dr. Iztok Devetak (Pedagoška fakulteta v Ljubljani),
- prof. dr. Boris Šket (Fakulteta za kemijo in kemijsko tehnologijo v Ljubljani),
- prof. dr. Andrej Godec (Fakulteta za kemijo in kemijsko tehnologijo v Ljubljani),
- prof. dr. Darko Dolenc (Fakulteta za kemijo in kemijsko tehnologijo v Ljubljani) in
- Marija Osredkar (SŠER Ljubljana).

Stopnje tekmovanja so:
- šolsko tekmovanje za bronasto Preglovo priznanje (OŠ),
- državno tekmovanje za srebrno in zlato Preglovo priznanje (OŠ),
- šolsko tekmovanje za bronasto Preglovo plaketo (SŠ),
- državno tekmovanje za srebrno in zlato Preglovo plaketo (SŠ).

## Nagrade na tekmovanju
Za uspeh na tekmovanju tekmovalci prejmejo ustrezna priznanja oz. plakete, kakor:
- Za doseženih 70% možnih točk na šolskem tekmovanju prejmejo Bronasto Preglovo priznanje oz. plaketo.
- Za doseženih 80% možnih točk na državnem tekmovanju prejmejo Srebrno Preglovo priznanje oz. plaketo (kriterij se lahko glede na težavnost nalog v srednji šoli tudi zniža).
- Zlato priznanje oz. plaketo prejmejo tekmovalci, ki so določeni v skladu s Pravilnikom o sofinanciranju šolskih tekmovanj.
- Trije najuspešnejši tekmovalci se lahko udeležijo poletne šole kemijskih znanosti na Fakulteti za kemijo in kemijsko tehnologijo Univerze v Ljubljani.